# Davao del Norte

Lage von Davao del Norte

Davao del Norte, zeitweise nur als Davao bezeichnet, ist eine Provinz der Philippinen auf der südlichen Insel Mindanao. Die Provinz gehört politisch zum Bezirk Davao-Region, der Region XI.
Die Hauptstadt der Provinz ist Tagum, Gouverneur ist Rodolfo P. Del Rosario.

## Geographie
Davao del Norte ist umgeben von der Provinz Agusan del Sur im Norden, von Bukidnon im Westen, von Davao de Oro im Osten und dem Stadtgebiet von Davao City im Süden.
Zu der Provinz gehört auch Samal Island, eine Insel, die im Golf von Davao gelegen ist und deren Gebiet gleichzeitig von einer Stadt eingenommen wird. Das Stadtgebiet von Island Garden City of Samal nimmt neben der Insel von Samal auch die Insel von Talikud im Golf von Davao ein.
Die Provinz Davao de Oro war lange Zeit ein Teil von Davao del Norte, bevor sie 1998 zur eigenständigen Provinz wurde.
Der Tagum River mit einer Länge von 95 Kilometern ist der größte Fluss der Provinz. Sein Einzugsgebiet beträgt 3.064 km². Er entspringt in den östlichen Hügelketten von Zentralmindanao und fließt entlang der zentralen Alluvialebene in den Golf von Davao.
Der Mt. Candalaga ist mit 2.402 Metern der höchste Berg der Provinz.
Die Provinz hat eine Gesamtfläche von 3.463 km²

## Demographie und Sprache
Davao del Norte hat nach der Volkszählung von 2007 eine Einwohnerzahl von 847.440. Die Provinz hat damit den 32. Platz in der Bevölkerungsstatistik der Philippinen inne.
Die durchschnittliche Bevölkerungsdichte liegt bei knapp 245 Menschen pro km². Damit belegt sie in dieser Kategorie den 38. Rang.
Die Hauptsprachen sind Cebuano und Dabaweño.

## Wirtschaft
In Davao del Norte ist der Hauptwirtschaftszweig die Agrarwirtschaft. Daneben sind Bergbau, die Forstwirtschaft und die Fischerei bedeutende Einnahmequellen der Bevölkerung.
In der Hauptsache werden in der Provinz Reis, Mais, Bananen, Kokosnuss, Abacá, Ramie und Kaffee angebaut, sowie verschiedene Sorten an Früchten und Wurzelgemüse.
Davao del Norte ist der Hauptproduzent von Bananen auf den Philippinen. Viele multinationale Gesellschaften wie Dole oder Del Monte haben ihre Plantagen auf dem Gebiet der Provinz. Zudem ist Davao del Norte einer der größten Lieferanten von Reis auf Mindanao.
Der Golf von Davao im Süden der Provinz gelegen, liefert die Lebensgrundlage für viele Fischerfamilien. Die Fischarten Milchfisch, Garnelen und Krabben, wie auch die Frischwasserfische Katzenwelse und Tilapia sind in den Gewässern um und innerhalb der Provinz zu finden.
Davao del Norte ist der Hauptlieferant von Gold auf den Philippinen, daneben werden Siliciumdioxid, Silber, Kupfer wie auch Schwefel in verschiedenen Gebieten der Provinz abgebaut.
Der Tourismus ist ein zunehmend bedeutender werdender Teil der Ökonomie von Davao del Norte. Entlang der Küstenregion an den Ufern des Golfes von Davao finden sich zahlreiche Strände. Der bekannteste ist das Pearl Farm Beach Resort auf Samal Island.

### Hochschulen
- Außenstelle der University of Mindanao in Tagum City
- Campus der University of Southeastern Philippines in Tagum

## Verwaltungsgliederung
Davao del Norte ist untergliedert in acht eigenständig verwaltete Gemeinden und drei Städte. Die Gemeinden und Städte wiederum sind untergliedert in insgesamt 223 Barangays (Ortsteile).
Die Provinz wird weiterhin aufgeteilt in zwei Kongress-Distrikte.
Island Garden City of Samal ist die einzige der nachfolgend genannten Gemeinden und Städte von Davao del Norte, die sich nicht auf der Insel von Mindanao befindet.

### Städte
- Panabo
- Island Garden City of Samal
- Tagum

### Gemeinden
- Asuncion
- Braulio E. Dujali
- Carmen
- Kapalong
- New Corella
- San Isidro
- Santo Tomas
- Talaingod

## Klima
Das Klima in der Provinz wird weder durch eine ausgesprochene Trocken- noch eine Regenperiode bestimmt. Regenfälle können das ganze Jahr über auftreten. Die Provinz liegt südlich des Taifungürtels und wird daher von tropischen Stürmen weitgehend verschont.
Die durchschnittliche monatliche Regenmenge liegt zwischen 112,84 und 252,63 Millimetern.
Die relative Luftfeuchtigkeit schwankt zwischen 72 % und 89 %. Die Monate Juli und August sind relativ trocken, die Monate Januar bis März waren in letzten Jahren dagegen eher feucht.
Die Durchschnittstemperaturen liegen zwischen 27,49 °C und 28,18 °C. Die heißesten Temperaturen wurden zwischen Mai und Juli gemessen, die kühlsten Monate waren der Dezember und der Januar.

## Geschichte
Davao del Norte gehörte zusammen mit Davao de Oro, Davao Oriental und Davao del Sur und der Stadt Davao City zu einer ehemaligen großen Provinz mit dem Namen Davao.
Mit dem Republic Act Nr. 4867, unterzeichnet von Präsident Ferdinand Marcos am 8. Mai 1967, wurde diese in die oben genannten Provinzen aufgeteilt.
Davao del Norte war ursprünglich in 13 Gemeinden unterteilt. Am 6. Mai 1970 kamen 6 weitere hinzu. Eine Passage des Republic Act Nr. 6430 vom 17. Juni 1972 änderte den Namen der Provinz von Davao del Norte in Davao.
Im Jahre 1996 stieg die Zahl der Verwaltungsgemeinden durch die Bildung von San Vicente (heute Laak) im Jahre 1979, Maragusan 1988 und Talaingod 1990, auf insgesamt 22 an.
Am 31. Januar 1998 unterzeichnete Präsident Fidel Ramos den Republic Act Nr. 8470, der die Provinz Davao de Oro (unter dem Namen Compostela Valley) von Davao abspaltete. Gleichzeitig wurde die Provinz wieder in Davao del Norte zurück benannt.
Zusammen mit der neuen Provinz wurden zwei Gemeinden zu Städten ernannt: Die Gemeinde Tagum, der Sitz der Provinzverwaltung, wurde durch den Republic Act Nr. 8472 als Stadt beurkundet. Samal, Babak, und Kaputian wurden zusammengeführt und durch den Republic Act Nr. 8471 zu der Stadt Island Garden City of Samal zusammengefasst.
Zudem wurden die Barangays Panabo und Carmen mit dem Republic Act Nr. 8473 zu der Gemeinde Braulio E. Dujali zusammengelegt.
Der Republic Act Nr. 9015, unterzeichnet am 5. März 2001 von Präsidentin Gloria Macapagal-Arroyo, wandelt die Gemeinde Panabo in eine Stadt. Der Republic Act Nr. 9265 wiederum vereint die Barangays Asuncion und Kapalong zu der neuen Gemeinde San Isidro.

## Sehenswürdigkeiten
- Das Pearl Farm Beach Resort in Island Garden City of Samal
- Der Paradise Island Park und das Beach Resort in Island Garden City of Samal
- Der Ace Flower Garden in Tagum
- Verschiedene Wasserfälle in Asuncion, Kapalong und Island Garden City of Samal